# Alternativa Nacionalista Canaria
Alternativa Nacionalista Canaria (ANC) es un partido de izquierda nacionalista canaria fundado en 2006.

## Objetivos
ANC tiene como objetivo la independencia de Canarias y construir un orden económico y social que consideran más justo y equitativo, basado en la teoría socialista. También apuestan por la sostenibilidad medioambiental, las energías renovables, el feminismo y la ampliación de los derechos sociales e individuales.

## Historia
El partido fue formado en 2006 por militantes de Alternativa Popular Canaria contrarios a su integración en Alternativa Sí Se Puede. Comenzaron  presentando candidaturas para las elecciones autonómicas, insulares y municipales de 2007. En las autonómicas e insulares logran 2500 votos, mientras que en las municipales consiguen solo 1100 votos, presentándose en muchos sitios con agrupaciones locales, consiguiendo así 4 concejales. En 2008 obtiene apenas mil votos en las elecciones generales.
En 2011, en cambio, experimenta un cierto crecimiento. En las elecciones autonómicas del mismo año sobrepasa los 6.400 votos en todo el archipiélago, y también roza los 7000 votos en las elecciones a cabildos, presentándose en casi todas las islas. También mejora los resultados municipales, subiendo a 5.000 votos, pero sin lograr ningún concejal. En las elecciones generales se queda en 3100 votos, también duplicando sus resultados.
En 2014 decide presentarse a las elecciones al Parlamento europeo junto con otra organización canaria, Unidad del Pueblo, dentro de la coalición Los Pueblos Deciden, formada por organizaciones de izquierda independentista de toda España, entre las cuales se encuentran EH Bildu y BNG.
Alternativa Nacionalista Canaria no se presentó a las elecciones generales de España de 2015, recomendando a sus votantes que fuesen a votar pero sugiriendo que votasen a ser posible, a grupos afines a la ideología del partido.
En 2018 el partido apuesta por la Unidad Independentista Canaria al que se unen también los partidos Unidad del Pueblo y el Congreso Nacional de Canarias, firmando las tres organizaciones en enero de 2019 un acuerdo por el que deciden ir juntas en la coalición Ahora Canarias a las elecciones de mayo de 2019 en todas las circunscripciones, es decir, a los municipios, cabildos, parlamento de Canarias, tanto en las listas insulares como en la autonómica, y a las elecciones europeas, donde concurrirán a su vez dentro de la coalición electoral Ahora Repúblicas junto con ERC, EH Bildu y BNG.
Ahora Canarias anunció el 24 de septiembre de 2019 que se presentará a las elecciones generales del 10 de noviembre.

## Organización
ANC se organiza en una Asamblea Nacional, que es el máximo órgano de dirección del partido. Subordinados a éste se encuentra la Ejecutiva Nacional, órgano de trabajo permanente encargado de áreas concretas, las Asambleas Insulares y los Comités Locales.
Según sus medios digitales, la distribución territorial de ANC es:

### Tenerife
- Santa Cruz de Tenerife
  - Ofra
  - Suroeste
  - Anaga
  - La Salud
  - Centro
- La Laguna
- La Orotava
- Tacoronte
- Icod
- Los Realejos
- Puerto de la Cruz
- Tegueste
- Candelaria
- Güímar
- Arico
- Granadilla de Abona
- Arona
- Garachico
- El Sauzal
- La Matanza
- Arafo
- San Miguel de Tajao
- Santiago del Teide
- Adeje
- La Guancha

### Gran Canaria
- Las Palmas de Gran Canaria
- Teror
- Telde

### Lanzarote
- Arrecife

### Fuerteventura
- Puerto del Rosario

## Elecciones generales de España de 2023
- Para intentar frenar la ley eletoral y obtener representación en el Congreso de los Diputados y Senado Coalición Canaria, Nueva Canarias-Bloque Canarista y Ahora Canarias concurrirán unidos al Congreso y Senado por todas las circunscripciones de Canarias.
- Alternativa Nacionalista va integrado en Ahora Canarias a Elecciones generales de España de 2023, Autonómicas 2023 y Cabildos Insulares 2023. En municipales 2023 fue en solitario o con acuerdos puntuales.

## Resultados electorales

### Elecciones al Congreso
| Año  | Votos | %   | Escaños |
| ---- | ----- | --- | ------- |
| 2008 | 1.017 | 0,0 | 0       |
| 2011 | 3.172 | 0,1 | 0       |

### Elecciones al Senado
| Año  | Votos | % | Escaños |
| ---- | ----- | - | ------- |
| 2008 | 4.988 |   | 0       |

### Elecciones autonómicas
| Año  | Votos | %    | Escaños |
| ---- | ----- | ---- | ------- |
| 2007 | 2.539 | 0,28 | 0       |
| 2011 | 6.494 | 0,74 | 0       |
| 2015 | 5.635 | 0,60 | 0       |